# Lakšárska Nová Ves
Lakšarska Nova Ves (njem. Laxarneudorf, mađ. Laksárújfalu) je naseljeno mjesto u okrugu Senica u Trnavskom kraju u Slovačkoj.

## Stanovništvo
| Godina:     | 1993. | 2003.   | 2013.   | 2023.   |
| ----------- | ----- | ------- | ------- | ------- |
| Broj ljudi: | 1015  | 1030    | 1072    | 1103    |
| Razlika:    |       | +1,47 % | +4,07 % | +2,89 % |

| Godina:     | 2022. | 2023.   |
| ----------- | ----- | ------- |
| Broj ljudi: | 1127  | 1103    |
| Razlika:    |       | -2,12 % |

Prema podacima o broju stanovnika iz 2023. godine naselje je imalo 1103 stanovnika.

## Galerija
- Crkva
- Kapela
- Grb

## Vanjske poveznice
|  | Zajednički poslužitelj ima još gradiva o temi Lakšárska Nová Ves |

- Službena stranica naselja (sl.)